# Ognon (dopływ Saony)
Ognon – rzeka we wschodniej Francji, w regionie Burgundia-Franche-Comté, dopływ Saony. Długość rzeki wynosi 213,6 km, a powierzchnia jej dorzecza 2308 km².
Źródło rzeki znajduje się u podnóża Wogezów, na terenie gminy Haut-du-Them-Château-Lambert, w departamencie Górna Saona. Rzeka płynie w kierunku południowo-zachodnim, w środkowym i dolnym biegu wyznaczając południową granicę Górnej Saony kolejno z departamentami Doubs, Jura i Côte-d’Or. Do rzeki Saony uchodzi na wschód od miejscowości Heuilley-sur-Saône.
Większe miejscowości nad rzeką to Mélisey, Lure, Villersexel, Marnay i Pesmes.